# SN 1995ac
SN 1995ac – supernowa typu Ia-pec odkryta 2 października 1995 roku w galaktyce A224541-0845. Jej maksymalna jasność wynosiła 17,23m.